# Montes de Babors
Los Babors son un cadena montañosa al norte de Argelia, que constituye lo esencial de la pequeña Cabilia o « Cabilia de los Babors». Está separada del Djurdjura por el valle del Soummam. Domina el golfo de Béjaïa y culmina a 2004 m en el jebel Babor.

## Toponimia
Los Babors son llamados igualmente la cadena de los Babors o Cabilia de los Babors; en árabe argelino babur (البابور), palabra de origen bereber ababur « barco » y tababort « pequeño barco », la toponimia estaría asociada al macizo debido a la forma de sus montañas. Recordando igualmente que este topónimo está atestiguado incluso durante el Imperio romano : los Bavares o Babares, del nombre de una confederación de tribus Bereberes de la Mauritania Cesariense.

## Geografía

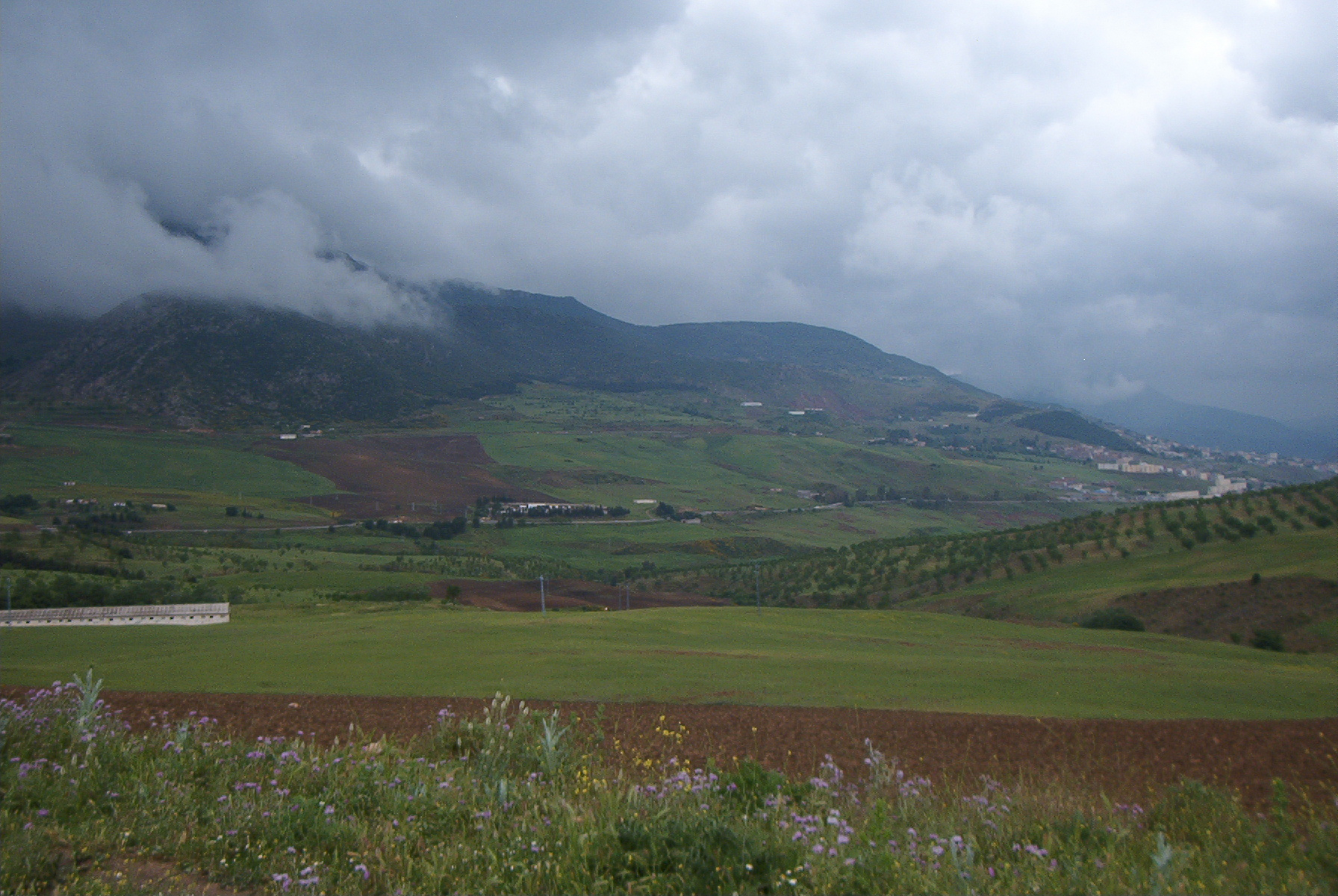
Paisaje del Babor cerca de Bougaa.

Los Babors es una región húmeda y boscosa, poblada por  los Cabilios sobre todo arboricultores, ubicada en la parte oriental de Atlas teliano al este-noreste de los Bibans en la Pequeña Cabilia a 60 kilómetros al norte de Sétif. Los Babors es el nombre dado a dos macizos gemelos : el jebel Babor (2 004 metros de altitud) y el Tababort (1 969 metros de altitud).
Un parque nacional ha sido creado en  el  Babor propiamente dicho. Mide 1 700 ha y ofrece un biotopo que conserva numerosas especies endémicas, porque después de la separación de África de Europa, las especies europeas se refugiaron en las alturas de los macizos magrebíes y han evolucionado de manera distinta. Los dos endemismos más conocidos  del Babor son el abeto de Numidia, y  el trepador cabilio. El parque conserva igualmente los cedros y  los monos de berbería
Se localiza , a 50 kilómetros al norte de Sétif, una pequeña ciudad llamada  Babor, formando parte del valiato de Setif.

## Historia

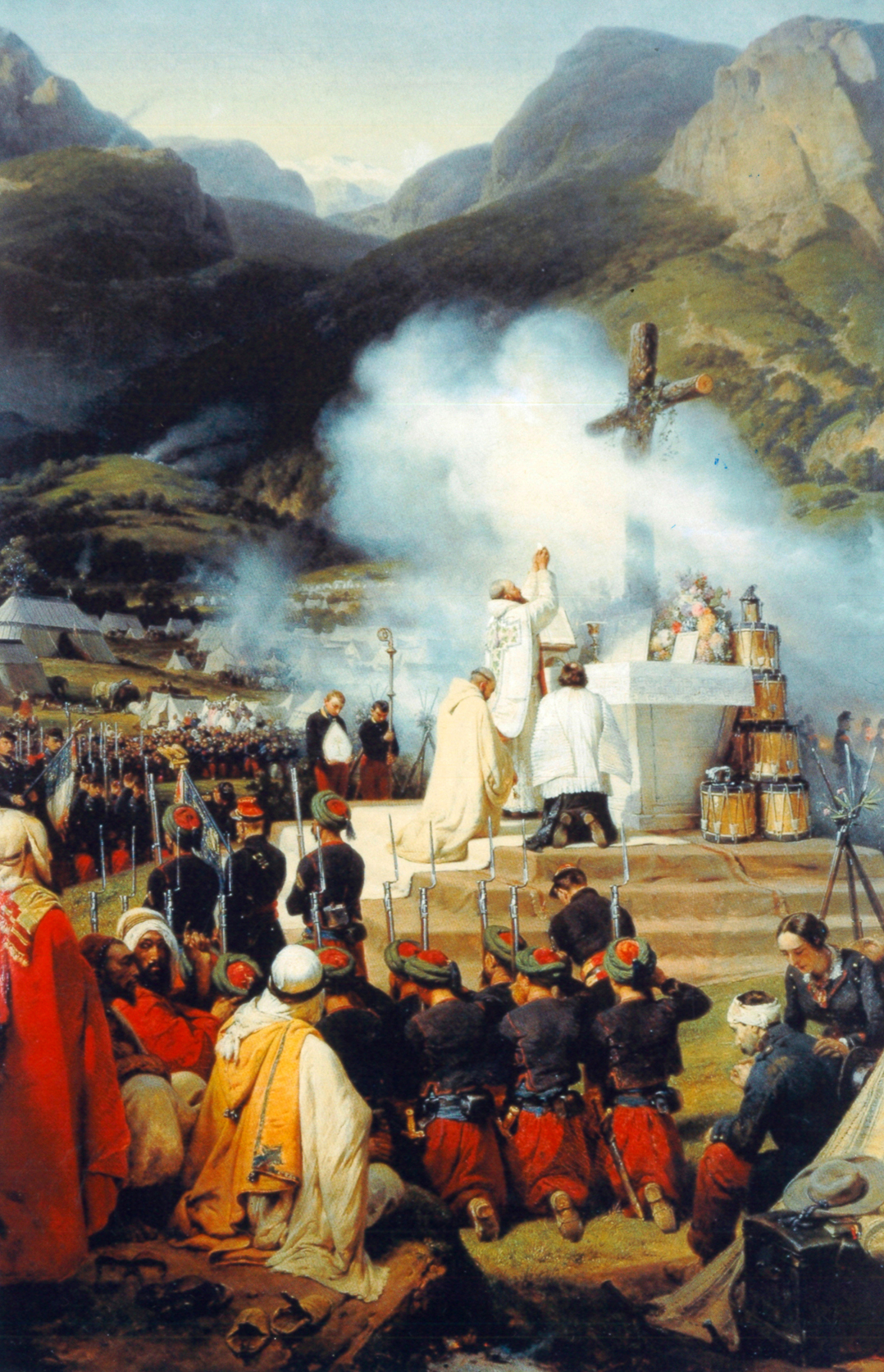
Horacio Vernet, Primera misa en Kabylie (1854), pintado en el inicio de la expedición de los Babors en 1853.

En 1853, el mariscal Randon lleva una expedición a los Babors para someter a las tribus cabilias a Francia.